# Stammberg (Fränkische Alb)
Der Stammberg ist ein 559,5 m ü. NHN hoher Berg der Fränkischen Alb nahe Peulendorf im oberfränkischen Landkreis Bamberg, Bayern (Deutschland).

## Geographie

### Lage
Der Stammberg erhebt sich im Nordwesten des Naturparks Fränkische Schweiz-Veldensteiner Forst am Nordwestrand der Fränkischen Schweiz – im Stadtgebiet von Scheßlitz im Norden sowie in den Gemeindegebieten von Litzendorf im Süden und Memmelsdorf im Westen. Sein Gipfel liegt auf Scheßlitzer Gebiet 2 km südsüdöstlich von Peulendorf, 1,7 km südsüdwestlich von Pünzendorf, 2,4 km westsüdwestlich von Neudorf, die alle zu Scheßlitz gehören, 2,5 km nordwestlich von Tiefenellern, 1,9 km nördlich von Lohndorf und 3 km ostnordöstlich von Schammelsdorf, die zu Litzendorf zählen, sowie 2,5 km ostsüdöstlich von Kremmeldorf, einem Gemeindeteil von Memmelsdorf.
Die Landschaft des Stammbergs fällt nach Norden in das Tal des Leitenbach-Zuflusses Pünzenbach (Deisertbach) mit den Ortschaften Pünzendorf und Peulendorf ab; jenseits davon erhebt sich der Schloßberg (530,4 m), auf dem die Ruine der Giechburg steht. Nach Osten leitet sie zum Hummelberg (552,9 m) über. Nach Süden fällt die Landschaft in das Ellertal mit den Ortschaften Tiefenellern und Lohndorf ab, das vom südöstlich von Tiefenellern entspringenden Gründleinsbach-Quellbach Ellernbach durchflossen wird und nach Westen zum Main entwässert; am Südhang des Berges bei Lohndorf beginnt die historische Wasserleitung „Rote Tür“, die das Schloss Seehof bei Memmelsdorf versorgte. Jenseits des Ellertals steigt die Landschaft vorbei am Stockenberg (562,7 m) zum Geisberg (ca. 585 m) an, dem höchsten Berg im Landkreis Bamberg. Nach Westen fällt die Landschaft in das Tal des Leitenbach-Zuflusses Leithenbachs mit der Ortschaft Kremmeldorf ab.

### Berghöhe und -sporne
Um den Gipfel (559,5 m) des Stammbergs gruppieren sich vier Sporne: Buchleite (553,3 m) im Nordosten, Gänsberg (557,3 m) im Südosten, Schammelsberg (526,6 m) im Südwesten und Latzebühl (537,3 m) im Nordwesten. 2,2 km westsüdwestlich des Gipfels liegt der Sporn Brandinger Knock (426,2 m).

## Schutzgebiete
Auf der Südflanke des Stammbergs liegt das Naturschutzgebiet Naturwaldreservat Lohntal (CDDA-Nr. 164760; 1987 ausgewiesen; 51,36 ha groß). Auf dem Berg liegen Teile des Landschaftsschutzgebiets Fränkische Schweiz-Veldensteiner Forst im Regierungsbezirk Oberfranken (CDDA-Nr. 396107; 2001; 1004,2418 km²) und des Fauna-Flora-Habitat-Gebiets Albtrauf von Dörnwasserlos bis Zeegendorf (FFH-Nr. 6032-371; 30,6317 km²).